# Río Pearl
El río Pearl (en inglés: Pearl River, que significa  «río Perla») es un largo río del sureste de los Estados Unidos que fluye en dirección sur a través de los estados de Misisipi y Luisiana —forma la frontera entre estos dos estados en su último tramo— hasta desaguar en el lago Borgne, cerca de golfo de México (océano Atlántico). Con una longitud de 781 km, está entre los 40 ríos más largos del país (y entre los 15 primarios) y drena una cuenca de 22 700 km².

## Geografía
El río Pearl nace en el condado de Winston, en la parte central del estado de Misisipi, a partir de la confluencia de los arroyos Nanawaya y Tallahaga. 
El río discurre en dirección oeste, pasando cerca de Filadelfia (7.303 hab. en 2000). la localidad homónima de Pearl River (3.156 hab.), Cartago (4.637 hab.), donde ya comienza a virar hacia el Suroeste. Al poco llega al único embalse de su curso, el de Ross Barnett, con una longitud de unos 25 km. 
Aguas abajo de la presa, a unos 15 km, el río Pearl llega a Jackson (184.256 hab.), la más importante ciudad de todo su curso. El río vira hacia el Sur, una larga curva, y sigue por Flowood (4750 hab.), Pearl (21.961 hab.), Georgetown (344 hab.), Rockport, Monticello (1726 hab.) y Columbia (6603 hab.). No lejos de aquí, el río forma en su curso bajo, durante un largo tramo de 187 km, la frontera entre los estados de Misisipi y Luisiana, hasta llegar al golfo de México. En este tramo pasa cerca de Bogalusa (Luisiana) (13.365 hab.), Picayune (Misisipi) (10.535 hab.) y Pearl River (Luisiana) (1839 hab.).
Al oeste de Picayune, unos 80 km por encima de la boca, el río se bifurca. El río Pearl Oriental desemboca en el lago Borgne (donde también llega el canal del río Perla, para unirse a la vía fluvial interior Gulf Intracoastal Waterway). Luego sigue al este pasada la Grand Island, a través del paso de St. Joe (St. Joe Pass) y llegar finalmente al Mississippi Sound (un pequeño golfo del golfo de México).
El otro brazo, el río Perla Occidental, discurre por el estrecho de Rigoleto y desde allí llega nuevamente al lago Borgne.
Ambos ramales desaguan en el golfo de México.
Los principales afluentes del río Pearl son el río Yockanookany (105 km) y el río Strong (120 km).

## Navegación
El Cuerpo de Ingenieros del Ejército de los EE. UU ha llevado a cabo tres importantes proyectos de navegación en la cuenca del río Pearl. En 1880, el Congreso autorizó un canal de 1,5 metros (5 pies) en el río Pearl Oeste, desde Jackson al estrecho de Rigoleto. Ese proyecto fue abandonado en 1922. Comenzado en 1910, un canal fue dragado desde la desembocadura del río Perla Oriental hasta el lago Borgne, un proyecto que se mantiene de forma irregular. En 1935, se aprobó el proyecto de navegación del río Perla Oeste que preveía la realización de un canal navegable desde Bogalusa hasta la desembocadura del río Perla Oeste. El proyecto incluye un canal con tres esclusas. El Cuerpo de Ingenieros aplazó el proyecto, "en espera", en la década de 1970 debido a una disminución del tráfico comercial. Las labores de mantenimiento y el dragado se reanudaron en diciembre de 1988.
En la década de 1950, se construyó un lecho de hormigón para mantener el nivel del agua en el canal navegable. Esto ha impedido que el esturión del golfo y otras especies migratorias tengan acceso a las zonas situadas río arriba. Una rampa de roca fue construida en el año 2003 para ayudar a remontar los peces, pero los grupos ecologistas proponen seguir trabajando para atenuar los efectos del proyecto de navegación.

## Historia
En agosto de 2005 el huracán Katrina causó grandes daños en el río Pearl. Los sedimentos del fondo y las marismas de vegetación, incluyendo arrancado árboles de ciprés y roble-bloquearon la boca del Pearl Oeste y otras partes del canal, la navegación y la prevención de la desviación de flujo. El Departamento de Vida Silvestre y Pesca de Luisiana y otros organismos removieron 27.000 m³ de desechos.

## Trivia
La banda de música country Pearl River lleva el nombre de este río. En luchador Ahmed Johnson acababa sus combates con una maniobra conocida como  Pearl River Plunge.